# Grimpereau des jardins
Certhia brachydactyla
Espèce
Répartition géographique
Statut de conservation UICN

 LC  : Préoccupation mineure

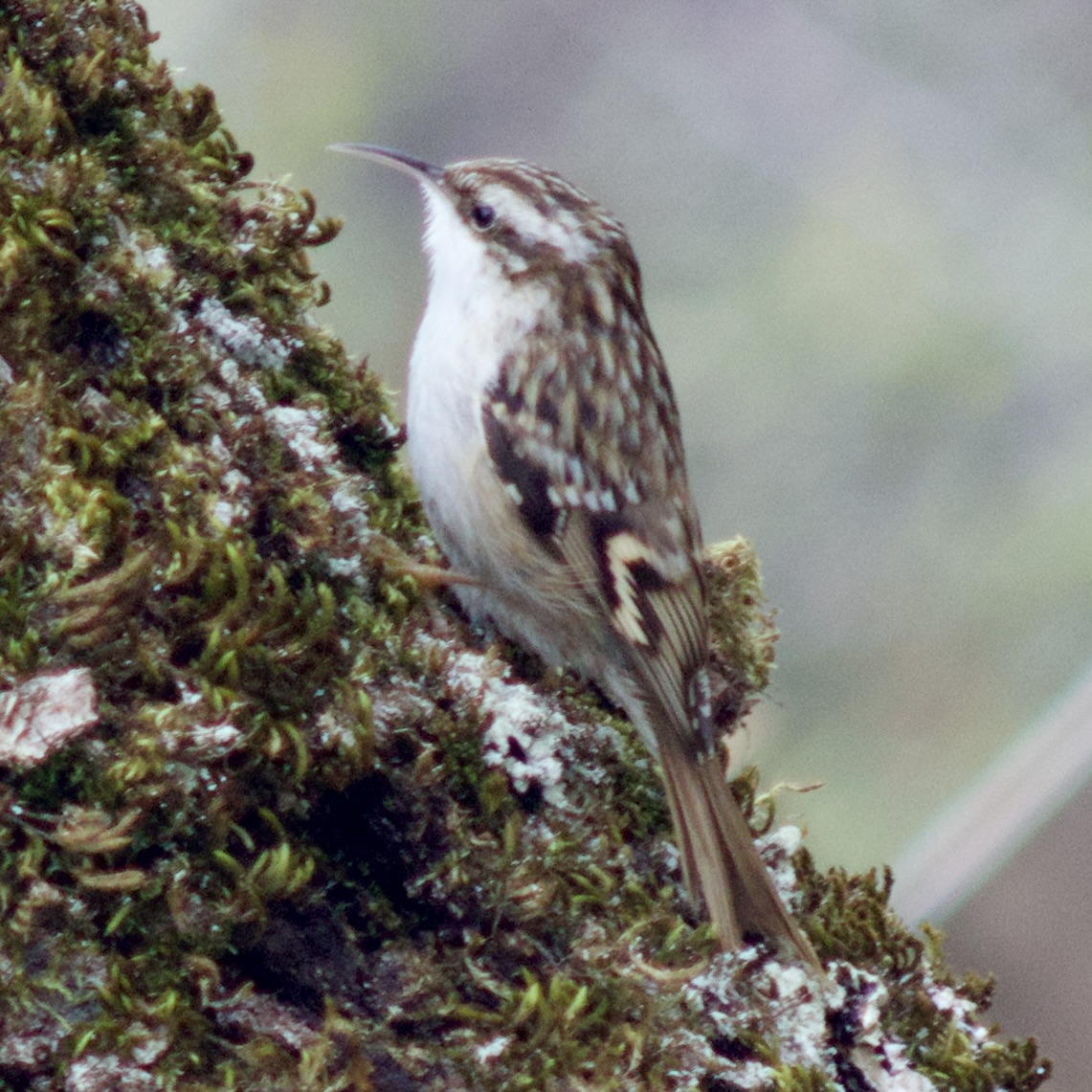
Grimpereau des jardins sur un arbre (Lot)

Le Grimpereau des jardins (Certhia brachydactyla) est une espèce de petits passereaux de la famille des Certhiidae.

## Description

### Mensurations
Le Grimpereau des jardins est un petit oiseau, il mesure environ 12 à 13,5 cm de longueur pour une masse de 8 à 12 g.  

### Plumage
Cet oiseau est de couleur plutôt terne, avec des rayures brunes proche des couleurs de l'écorce sur le dessus et blanc argenté sur le dessous.
Les jeunes ont une livrée plus terne que celle des adultes, des taches jaunâtres et un bec plus court.

### Corps
Son bec est long et incurvé vers le bas. Ses pattes étant relativement courtes, cet oiseau donne l'impression d'être plaqué contre le tronc sur lequel il est posé.

### Particularité anatomique
Il a une queue raide qui l'aide à se maintenir sur les troncs d'arbres lorsqu'il y recherche des insectes, caractéristique qu'il partage avec les Pics, ce qui constitue un cas d'homoplasie. 

## Comportement

### Locomotion
D'un vol rapide, ce petit oiseau arboricole se plaque au tronc des arbres et appuyé sur sa queue rigide, monte par petits sauts le long du tronc. Il monte en tournant en spirale autour de l'écorce de l'arbre, à la recherche d'insectes. Puis il plonge dans le vide les ailes collées contre le corps, il rétablit sa trajectoire avant de toucher le sol et se plaque à nouveau contre la base d'un arbre. Infatigable, il recommence son manège de façon répétée. 

### Alimentation
À la différence de la Sittelle torchepot qui prospecte les troncs d'arbres aussi bien vers le haut que vers le bas, le grimpereau recherche les araignées et petits insectes (papillons, chenilles et coléoptères) en remontant les troncs. Sans cesse en mouvement, le grimpereau utilise son bec fin et arqué pour déloger ses proies de l'écorce des arbres. Il y ajoute parfois de petites graines, surtout en hiver. Il peut aussi occasionnellement se nourrir en prospectant sur un mur ou sur le sol. 

### Vocalisations
Le Grimpereau des jardins possède un fin cri sifflé.    

### Reproduction

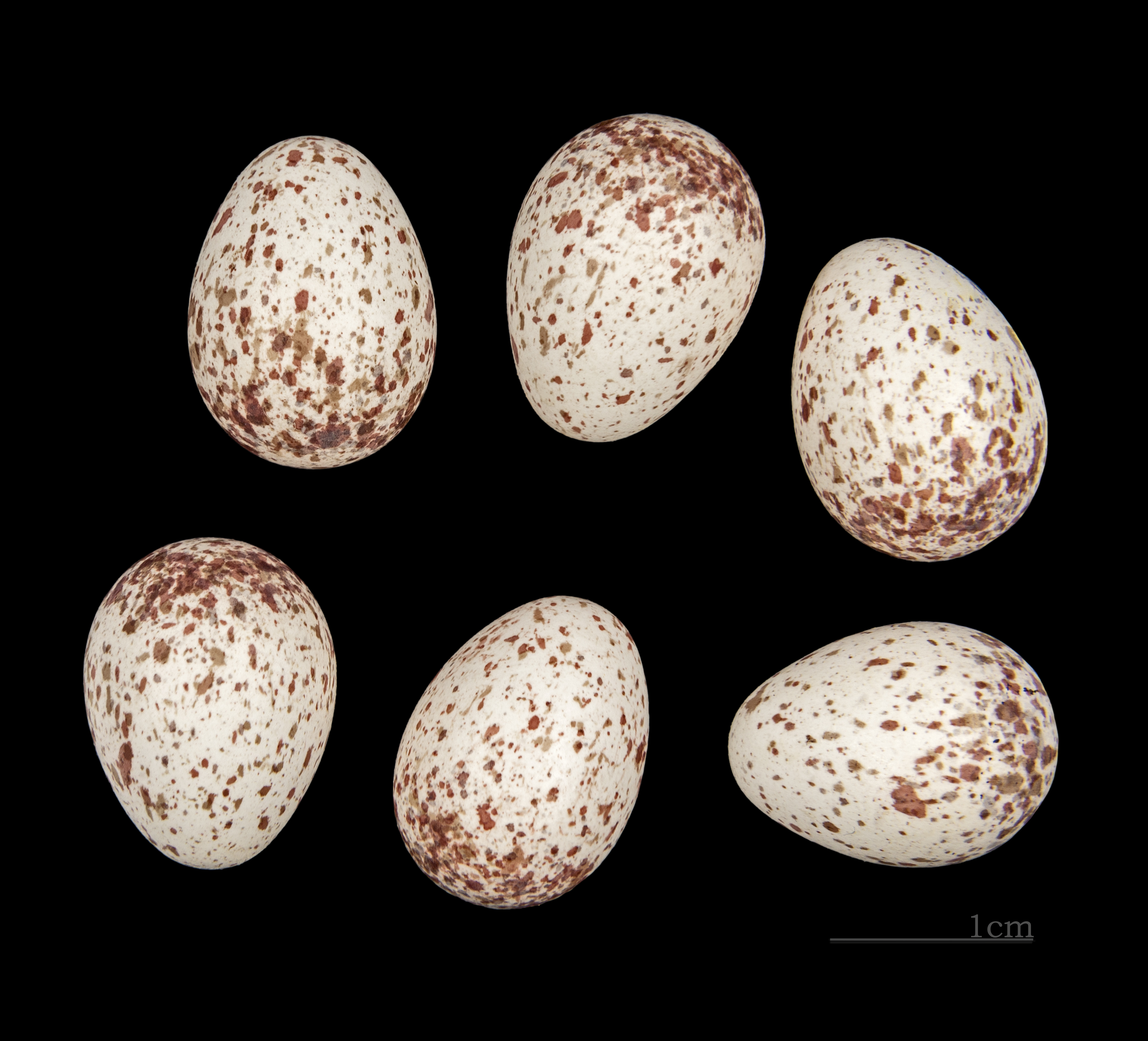
Œufs de Certhia brachydactyla Muséum de Toulouse

Le nid est construit dans la cavité d'un arbre, sous un lambeau d'écorce, dans les interstices d'un tas de bois… La femelle entasse des brindilles, des herbes sèches, des feuilles mortes, de la mousse, puis elle garnit l'intérieur de cette coupe avec des crins, des poils et des plumes. 
La ponte comporte de 6 à 12 œufs blancs, tachetés de brun-rouge. Ils sont pondus entre la mi-avril et la fin du mois de juin, et couvés de 14 à 16 jours par la femelle. Les jeunes sont nidicoles et quittent le nid vers le 17e ou le 18e jour. 
Le couple peut faire deux pontes annuelles.
Le Grimpereau des jardins a une longévité qui peut atteindre 8 ans.

## Répartition et habitat

### Répartition
Le Grimpereau des jardins se rencontre dans la partie tempérée de l'Europe et en Afrique du Nord. L'espèce est sédentaire. 

### Habitat
Il fréquente la plupart des forêts caducifoliées. On le rencontre aussi dans les parcs, les jardins, les vergers, et même les alignements d'arbres urbains. Son proche parent le Grimpereau des bois et lui sont les seuls Grimpereaux du Paléarctique occidental.

## Systématique
L'espèce Certhia brachydactyla a été décrite par l'ornithologue allemand Christian Ludwig Brehm en 1820.

### Taxinomie
Liste des sous-espèces
Selon le Congrès ornithologique international, cet oiseau est représenté par 5 sous-espèces :
- Certhia brachydactyla megarhynchos C.L. Brehm 1831 — du Portugal à l'Ouest de l'Allemagne ;
- Certhia brachydactyla brachydactyla C.L. Brehm 1820 — du sud-est de l'Espagne à l'Anatolie ;
- Certhia brachydactyla mauritanica Witherby 1905 — Numidie ;
- Certhia brachydactyla dorotheae Hartert 1904 — sud de la Grèce et Chypre ;
- Certhia brachydactyla rossocaucasica Stepanyan 2000 — nord-ouest du Caucase.

### Espèces similaires
D'aspect très semblable, bien que certains détails diffèrent, le grimpereau des jardins et le grimpereau des bois sont issus d'un ancêtre commun, au terme d'un processus de spéciation. Au Quaternaire, la population de cet ancêtre a été séparée en deux groupes lors d'une glaciation, qui ont donné les deux espèces actuelles. Leur aire de répartition est aujourd'hui partagée, mais l'hybridation n'est plus possible, les deux taxons ayant perdu l'interfécondité originelle.